# Đội tuyển bóng đá quốc gia Réunion
Đội tuyển bóng đá quốc gia Réunion là đội tuyển cấp quốc gia của Réunion do Liên đoàn bóng đá Réunion quản lý.